# Korskrogen, Ljusdals kommun
Korskrogen är en småort i Färila socken i Ljusdals kommun belägen vid riksväg 84 och länsväg 310. 
Namnet kommer av ett gammalt pilgrimshärbärge vid pilgrimsleden till Sankt Olof i Trondheim.

## Befolkningsutveckling
| Befolkningsutvecklingen i Korskrogen 1945–2015                                                  | Befolkningsutvecklingen i Korskrogen 1945–2015 | Befolkningsutvecklingen i Korskrogen 1945–2015 | Befolkningsutvecklingen i Korskrogen 1945–2015 | Befolkningsutvecklingen i Korskrogen 1945–2015 |
| ----------------------------------------------------------------------------------------------- | ---------------------------------------------- | ---------------------------------------------- | ---------------------------------------------- | ---------------------------------------------- |
|                                                                                                 |                                                |                                                |                                                |                                                |
| År                                                                                              |                                                |                                                | Folkmängd                                      | Areal (ha)                                     |
| 1945                                                                                            | 1945                                           |                                                | 213                                            | ##                                             |
| 1950                                                                                            | 1950                                           |                                                | 248                                            | ##                                             |
| 1960                                                                                            | 1960                                           |                                                | 275                                            | 44                                             |
| 1965                                                                                            | 1965                                           |                                                | 246                                            | 44                                             |
| 1970                                                                                            | 1970                                           |                                                | 247                                            | 44                                             |
| 1975                                                                                            | 1975                                           |                                                | 209                                            | 40                                             |
| 1980                                                                                            | 1980                                           |                                                | 212                                            | 50                                             |
| 1990                                                                                            | 1990                                           |                                                | 211                                            | 52                                             |
| 1995                                                                                            | 1995                                           |                                                | 214                                            | 70                                             |
| 2000                                                                                            | 2000                                           |                                                | 215                                            | 70                                             |
| 2005                                                                                            | 2005                                           |                                                | 186                                            | 70#                                            |
| 2010                                                                                            | 2010                                           |                                                | 187                                            | 70#                                            |
| 2015                                                                                            | 2015                                           |                                                | 165                                            | 43#                                            |
| Anm.: Upphörde som tätort 2005. ## Som tätort/befolkningsagglomeration 1920–1950. # Som småort. |                                                |                                                |                                                |                                                |

## Samhället
I byn finns en obemannad bensinstation, en förskola, en idrottsplats och ett Folkets Hus. Alldeles öster om ligger ett av Setras sågverk.

## Idrott
Här finns en fotbollsklubb, Korskrogens IK, bildad 1931.